# قنبلان
قنبلان یکی از محله‌های قدیمی و واقع در حاشیه شرقی شهر اردبیل ایران می‌باشد.

## تاریخچه
این محله یکی از دروازه‌های اصلی از ضلع شمال شرقی به شهر اردبیل بوده و در قدیم سه کاروانسرا در نزدیکی دروازه قنبلان وجود داشته‌است.